# Les Samedis de Madame

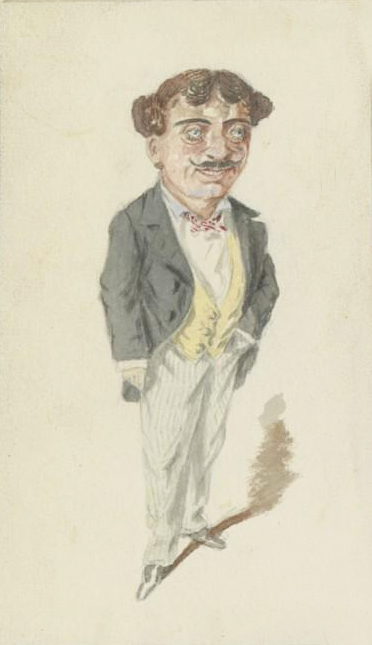
Alfred Dieudonné en 1874 dans Les Samedis de Madame. Portrait de Lhéritier.

Les Samedis de Madame est une comédie en 3 actes d'Eugène Labiche, représentée pour la 1re fois à Paris au Théâtre du Palais-Royal le 15 septembre 1874.
- Collaborateur Alfred Duru.
- Editions Édouard Dentu.

## Distribution
| Acteurs et actrices ayant créé les rôles |                    |
| Personnage                               | Acteur ou actrice  |
| Savouret                                 | Geoffroy           |
| Léon Jacotel, avocat                     | Dieudonné          |
| Philidor Le Bouleux                      | Charles Numa       |
| Hochard, domestique                      | Hyacinthe          |
| Hermance de Pommerard                    | Alice Regnault     |
| Rose Casamène                            | Mme Aug. Lemercier |
| Juliette, femme de chambre               | Mme Marie Leroux   |